# Bogdan Wyczałkowski
Bogdan Andrzej Wyczałkowski (ur. 23 stycznia 1972 w Paczkowie) – polski ekonomista, samorządowiec, w latach 1998–2014 burmistrz Paczkowa.

## Życiorys
Po ukończeniu szkoły podstawowej kontynuował naukę w miejscowym Liceum Ogólnokształcącym im. Komisji Edukacji Narodowej. Po zdaniu w 1991 egzaminu maturalnego, rozpoczął studia na Akademii Ekonomicznej imienia Oskara Langego we Wrocławiu, na kierunku organizacja i zarządzanie, które ukończył uzyskaniem tytułu magistra w 1996. Pracował następnie w paczkowskim oddziale Opolskiej Fabryki Mebli.
W 1998 rada miasta i gminy Paczków desygnowała go na stanowisko burmistrza. Cztery lata później, w pierwszych bezpośrednich wyborach samorządowych, mieszkańcy Paczkowa ponownie wybrali go na gospodarza gminy Paczków (startował z ramienia komitetu Nasza Gmina 2002). W II turze wygrał z Bogdanem Siwkowskim. Został delegatem polskiej strony Parlamentu Euroregionu Pradziad z siedzibą w Prudniku. W 2006 i 2010 uzyskiwał reelekcję z ramienia stowarzyszenia Forum Samorządowe 2002. Później przystąpił do Sojuszu Lewicy Demokratycznej i z listy tej partii w 2011 bez powodzenia kandydował do Sejmu. W 2014 nie ubiegał się o ponowny wybór na burmistrza, jednak został radnym sejmiku opolskiego. Uzyskał jedyny mandat z listy komitetu SLD Lewica Razem. Pozostając w SLD, przystąpił do klubu radnych Polskiego Stronnictwa Ludowego. W styczniu 2015 objął kierownicze stanowisko w PKS Nysa. W 2018 z ramienia lokalnego komitetu wyborczego związanego z burmistrzem Nysy Kordianem Kolbiarzem został wybrany do rady powiatu nyskiego i został jej przewodniczącym. Po odejściu z SLD, należał od 2020 do Porozumienia. W 2022 zgłosił akces do Partii Republikańskiej i został powołany na prezesa Społecznych Inicjatyw Mieszkaniowych w województwie opolskim.

## Proces karny
W marcu 2019 został nieprawomocnie skazany przez Sąd Rejonowy w Nysie na 1 rok i 10 miesięcy pozbawienia wolności w zawieszeniu na 4 lata oraz na karę grzywny, jak również zakaz zajmowania stanowisk w samorządzie terytorialnym oraz administracji rządowej, a także związanych z wydatkowaniem środków publicznych na okres 5 lat. Po rozpoznaniu apelacji Sąd Okręgowy w Opolu zmienił wyrok sądu I instancji orzekając karę 15.000 złotych grzywny.